# Collegio di Sheffield Brightside and Hillsborough
Sheffield Brightside and Hillsborough è un collegio elettorale inglese della Camera dei comuni del Parlamento del Regno Unito, situato nel South Yorkshire, nella regione dello Yorkshire e Humber. Elegge un membro del Parlamento con il sistema maggioritario a turno unico. Il rappresentante del collegio dal 2016 è il laburista Gill Furniss.

## Storia
A seguito delle modifiche alla rappresentanza parlamentare per il South Yorkshire, la Boundary Commission for England suggerì cambiamenti sostanziali ai collegi di Sheffield, e aggiungere parti di Sheffield Hillsborough a Sheffield Brightside; il resto di Sheffield Hillsborough andò a costituire la parte meridionale del nuovo collegio di Penistone and Stocksbridge.
Il rappresentante del collegio dal 2010 al 2015 fu David Blunkett, che aveva rappresentato anche il collegio predecessore Sheffield Brightside dal 1987. Blunkett fu un ex ministro, che fu segretario di stato dal 1997 al 2005 nei governi di Tony Blair. Per i primi quattro anni fu Segretario di Stato per l'istruzione e il lavoro, per tre anni fu Segretario di Stato per gli affari interni e per sei mesi Segretario di Stato per il lavoro e le pensioni. Blunkett si ritirò dal Parlamento alle elezioni del 2015, dopo aver rappresentato Brightside/Brightside and Hillsborough per 28 anni, il periodo più lungo per ogni altro deputato eletto del collegio. Nel 2015 venne eletto Harry Harpman, che morì il 4 febbraio 2016; fu succesuto dalla sua vedova, Gill Furniss, che vinse le elezioni suppletive del 5 maggio 2016.
Il collegio comprende i ward di Sheffield di Burngreave, Firth Park, Hillsborough, Shiregreen and Brightside e Southey.

## Membri del Parlamento
| Elezione | Elezione      | Deputato       | Partito   |
| -------- | ------------- | -------------- | --------- |
|          | 2010          | David Blunkett | Laburista |
| 2015     | Harry Harpham |                | Laburista |
| 2016 (S) | Gill Furniss  |                | Laburista |

## Risultati elettorali

### Elezioni negli anni 2020
| Partito                    | Partito                                | Candidato                  | Risultati 4 luglio 2024 | Risultati 4 luglio 2024 |
| Partito                    | Partito                                | Candidato                  | Voti                    | %                       |
| -------------------------- | -------------------------------------- | -------------------------- | ----------------------- | ----------------------- |
|                            | Laburista                              | Gill Furniss               | 16 301                  | 51,57                   |
|                            | Verdi                                  | Christine Kubo             | 4 701                   | 14,87                   |
|                            | Conservatore                           | Aaron Jacob                | 4 069                   | 12,87                   |
|                            | Indipendente                           | Maxine Bowler              | 2 537                   | 8,03                    |
|                            | Lib Dem                                | Will Sapwell               | 1 694                   | 5,36                    |
|                            | Workers                                | Mark Tyler                 | 1 437                   | 4,55                    |
|                            | Social Democratico                     | Jeremy Turner              | 873                     | 2,76                    |
|                            |                                        |                            |                         |                         |
| Iscritti                   | Iscritti                               | Iscritti                   | 70 453                  | 100,00                  |
| ↳ Votanti (% su iscritti)  | ↳ Votanti (% su iscritti)              | ↳ Votanti (% su iscritti)  | 31 612                  | 44,87                   |
| ↳ Astenuti (% su iscritti) | ↳ Astenuti (% su iscritti)             | ↳ Astenuti (% su iscritti) | 38 841                  | 55,13                   |
|                            |                                        |                            |                         |                         |
|                            | Esito: collegio confermato a Laburista |                            |                         |                         |

### Elezioni negli anni 2010
| Partito                    | Partito                                | Candidato                  | Risultati 12 dicembre 2019 | Risultati 12 dicembre 2019 |
| Partito                    | Partito                                | Candidato                  | Voti                       | %                          |
| -------------------------- | -------------------------------------- | -------------------------- | -------------------------- | -------------------------- |
|                            | Laburista                              | Gill Furniss               | 22 369                     | 56,49                      |
|                            | Conservatore                           | Hannah Westropp            | 10 095                     | 25,49                      |
|                            | Brexit                                 | Johnny Johnson             | 3 855                      | 9,73                       |
|                            | Lib Dem                                | Stephen Porter             | 1 517                      | 3,83                       |
|                            | Verdi                                  | Christine Kubo             | 1 179                      | 2,98                       |
|                            | UKIP                                   | Shane Harper               | 585                        | 1,48                       |
|                            |                                        |                            |                            |                            |
| Iscritti                   | Iscritti                               | Iscritti                   | 69 333                     | 100,00                     |
| ↳ Votanti (% su iscritti)  | ↳ Votanti (% su iscritti)              | ↳ Votanti (% su iscritti)  | 39 600                     | 57,12                      |
| ↳ Astenuti (% su iscritti) | ↳ Astenuti (% su iscritti)             | ↳ Astenuti (% su iscritti) | 29 733                     | 42,88                      |
|                            |                                        |                            |                            |                            |
|                            | Esito: collegio confermato a Laburista |                            |                            |                            |

| Partito                    | Partito                                | Candidato                  | Risultati 8 giugno 2017 | Risultati 8 giugno 2017 |
| Partito                    | Partito                                | Candidato                  | Voti                    | %                       |
| -------------------------- | -------------------------------------- | -------------------------- | ----------------------- | ----------------------- |
|                            | Laburista                              | Gill Furniss               | 28 193                  | 67,33                   |
|                            | Conservatore                           | Michael Naughton           | 9 050                   | 21,61                   |
|                            | UKIP                                   | Shane Harper               | 2 645                   | 6,32                    |
|                            | Lib Dem                                | Simon Clement-Jones        | 1 061                   | 2,53                    |
|                            | Verdi                                  | Christine Kubo             | 737                     | 1,76                    |
|                            | Rivoluzionario dei Lavoratori          | Mike Driver                | 137                     | 0,33                    |
|                            | Social Democratico                     | Muzafar Rahman             | 47                      | 0,11                    |
|                            |                                        |                            |                         |                         |
| Iscritti                   | Iscritti                               | Iscritti                   | 70 251                  | 100,00                  |
| ↳ Votanti (% su iscritti)  | ↳ Votanti (% su iscritti)              | ↳ Votanti (% su iscritti)  | 41 870                  | 59,60                   |
| ↳ Astenuti (% su iscritti) | ↳ Astenuti (% su iscritti)             | ↳ Astenuti (% su iscritti) | 28 381                  | 40,40                   |
|                            |                                        |                            |                         |                         |
|                            | Esito: collegio confermato a Laburista |                            |                         |                         |

| Partito                    | Partito                                | Candidato                  | Risultati 6 maggio 2016 | Risultati 6 maggio 2016 |
| Partito                    | Partito                                | Candidato                  | Voti                    | %                       |
| -------------------------- | -------------------------------------- | -------------------------- | ----------------------- | ----------------------- |
|                            | Laburista                              | Gill Furniss               | 14 087                  | 62,38                   |
|                            | UKIP                                   | Steven Winstone            | 4 497                   | 19,91                   |
|                            | Lib Dem                                | Shaffaq Mohammed           | 1 385                   | 6,13                    |
|                            | Conservatore                           | Spencer Pitfield           | 1 267                   | 5,61                    |
|                            | Verdi                                  | Christine Kubo             | 938                     | 4,15                    |
|                            | Yorkshire                              | Stevie Manion              | 349                     | 1,55                    |
|                            | Give Me Back Elmo                      | Bobby Smith                | 58                      | 0,26                    |
|                            |                                        |                            |                         |                         |
| Iscritti                   | Iscritti                               | Iscritti                   | 68 015                  | 100,00                  |
| ↳ Votanti (% su iscritti)  | ↳ Votanti (% su iscritti)              | ↳ Votanti (% su iscritti)  | 22 581                  | 33,20                   |
| ↳ Astenuti (% su iscritti) | ↳ Astenuti (% su iscritti)             | ↳ Astenuti (% su iscritti) | 45 434                  | 66,80                   |
|                            |                                        |                            |                         |                         |
|                            | Esito: collegio confermato a Laburista |                            |                         |                         |

| Partito                    | Partito                                | Candidato                  | Risultati 7 maggio 2015 | Risultati 7 maggio 2015 |
| Partito                    | Partito                                | Candidato                  | Voti                    | %                       |
| -------------------------- | -------------------------------------- | -------------------------- | ----------------------- | ----------------------- |
|                            | Laburista                              | Harry Harpham              | 22 663                  | 56,58                   |
|                            | UKIP                                   | John Booker                | 8 856                   | 22,11                   |
|                            | Conservatore                           | Elise Dünweber             | 4 407                   | 11,00                   |
|                            | Lib Dem                                | Jonathan Harston           | 1 802                   | 4,50                    |
|                            | Verdi                                  | Christine Kubo             | 1 712                   | 4,27                    |
|                            | TUSC                                   | Maxine Bowler              | 442                     | 1,10                    |
|                            | Democratici                            | Justin Saxton              | 171                     | 0,43                    |
|                            |                                        |                            |                         |                         |
| Iscritti                   | Iscritti                               | Iscritti                   | 73 089                  | 100,00                  |
| ↳ Votanti (% su iscritti)  | ↳ Votanti (% su iscritti)              | ↳ Votanti (% su iscritti)  | 40 053                  | 54,80                   |
| ↳ Astenuti (% su iscritti) | ↳ Astenuti (% su iscritti)             | ↳ Astenuti (% su iscritti) | 33 036                  | 45,20                   |
|                            |                                        |                            |                         |                         |
|                            | Esito: collegio confermato a Laburista |                            |                         |                         |

| Partito                    | Partito                                      | Candidato                  | Risultati 6 maggio 2010 | Risultati 6 maggio 2010 |
| Partito                    | Partito                                      | Candidato                  | Voti                    | %                       |
| -------------------------- | -------------------------------------------- | -------------------------- | ----------------------- | ----------------------- |
|                            | Laburista                                    | David Blunkett             | 21 400                  | 54,99                   |
|                            | Lib Dem                                      | Jonathan Harston           | 7 768                   | 19,96                   |
|                            | Conservatore                                 | John Sharp                 | 4 468                   | 11,48                   |
|                            | BNP                                          | John Sheldon               | 3 026                   | 7,78                    |
|                            | UKIP                                         | Patricia Sullivan          | 1 596                   | 4,10                    |
|                            | TUSC                                         | Maxine Bowler              | 656                     | 1,69                    |
|                            |                                              |                            |                         |                         |
| Iscritti                   | Iscritti                                     | Iscritti                   | 67 950                  | 100,00                  |
| ↳ Votanti (% su iscritti)  | ↳ Votanti (% su iscritti)                    | ↳ Votanti (% su iscritti)  | 38 914                  | 57,27                   |
| ↳ Astenuti (% su iscritti) | ↳ Astenuti (% su iscritti)                   | ↳ Astenuti (% su iscritti) | 29 036                  | 42,73                   |
|                            |                                              |                            |                         |                         |
|                            | Esito: collegio a Laburista (nuovo collegio) |                            |                         |                         |

## Risultati dei referendum

### Referendum sulla permanenza del Regno Unito nell'Unione europea del 2016
|             | Collegio                              | Lasciare UE % | Rimanere in UE % |
| ----------- | ------------------------------------- | ------------- | ---------------- |
|             | Sheffield Brightside and Hillsborough | 61,4%         | 38,6%            |
| Inghilterra | 53,3%                                 | 46,7%         |                  |
| Regno Unito | 51,9%                                 | 48,1%         |                  |